# Le Pays de la liberté
Le Pays de la liberté est un roman de Ken Follett publié en 1995 sous le titre original A Place Called Freedom.
L'histoire d'un jeune mineur de charbon courageux et d'une jeune aristocrate écossaise que tout sépare. La quête de la liberté en toile de fond, la Virginie en ligne de mire, la table est mise pour une aventure où l’esclavage, l'amour et la haine sont inextricablement liés.

## Résumé
Dans les années 1760, les mineurs d’Écosse, ne sont pas des hommes libres, il existe une loi qui dit que si un homme a travaillé un an et un jour dans une mine il ne peut plus la quitter et devient une possession du propriétaire de la mine ! S’il essaie de s’échapper et qu’il est repris par le shérif on lui mettra un collier de fer indiquant qu’il appartient au notable local.
On est donc mineur de père en fils, sans possibilité de partir puisque les enfants travaillent à la mine très jeunes. Mack a 21 ans, il n’accepte pas cela et écrit à un avocat de Londres, défenseur des ouvriers. Il lit la réponse à la fin de la messe dominicale, en présence du seigneur. D’après l’avocat, les parents n’ont pas le droit d’engager leurs enfants au-delà de l’enfance, lorsque ceux-ci deviennent adultes ils conservent leur libre arbitre et peuvent donc partir avant d’avoir travaillé un an et un jour, soit le lendemain de leurs 22 ans.
Le seigneur ne peut accepter cela car tous les jeunes risquent de partir, il fait alors châtier Mack et poste des hommes sur la rivière pour l’empêcher de partir.
Il décide alors de traverser la nage, en plein hiver. Il est sur le point de réussir lorsqu’il est heurté par une souche d’arbre et assommé. Il ne doit son salut qu’à Lizzie, une jeune fille de bonne famille qui va bientôt épouser le fils cadet du seigneur.
Elle se promenait par là, et voit ce qui se passe, elle aide alors le jeune homme, le sèche avec son jupon et lui donne son manteau de fourrure. Lorsqu’elle le revoit à Londres elle le soignera à nouveau à la suite d’un combat de boxe qui a mal tourné.
Lizzie épouse le fils du seigneur mais leur mariage va vite basculer lorsqu’elle apprend que son mari, a comploté derrière son dos avec son beau-père pour exploiter le charbon sous son terrain. Elle a pourtant catégoriquement refusé cette exploitation, depuis qu’elle est descendue dans la mine de Mack et qu’elle a vu les conditions de travail des ouvriers.
Son beau-père a passé un compromis avec son mari, l’exploitation du charbon, en échange d’un domaine à prendre en main en Amérique. Le fils a accepté car, comme il est le cadet il risque de ne rien avoir. C’est ainsi qu’ils vont partir en Amérique. A l’époque la traversée dure 2 mois. Pour Lizzie les conditions de voyage sont confortables, mais pour Mack et d’autres forçats voyageant en fond de cale ce n’est pas la même chose et il y a de nombreux morts.
Mack est parmi les forçats car il a essayé d’éviter que les dockers ne soient exploités par les entrepreneurs. Il a commencé à démarcher directement les capitaines pour négocier directement avec eux le déchargement du charbon, sans passer par un intermédiaire qui les spolie des ¾ de leur paye. Les entrepreneurs ont alors engagés un bras de fer en s’arrangeant avec les capitaines pour qu’ils n’embauchent pas en direct. Les dockers se sont alors mis en grève et comme ils n’étaient pas prêts à céder ils ont décidé de s’en prendre à Mack, la grève privée de meneur ne pouvant alors que s’éteindre. Pour cela, ils organisent une émeute entièrement créée par des hommes à eux, mais qui conduit à la condamnation à mort de Mack.
Lizzie veut alors témoigner à son procès pour lui apporter une caution morale. Son mari, pour l’en empêcher s’arrange pour obtenir la conversion de la sentence de mort en une condamnation à l’exil. C’est ainsi qu’il est embarqué avec les forçats vers l’Amérique ou il doit 7 ans de travail.
Normalement il doit être vendu comme esclave mais le mari de Lizzie a demandé que les meilleurs hommes soient dirigés vers sa plantation. C’est ainsi que Lizzie le revoit et qu’elle l’affecte à l’entretien de la maison pour le protéger du contremaître. 
Ils se rapprochent et deviennent amants et elle décide de le suivre lorsqu’il projette de s’enfuir pour s’installer à l’ouest de la colonie britannique. En ce XVIIIe siècle il n’y a rien, si ce n’est les indiens. Il sera donc protégé de l’oppression des lois britanniques de l’époque et pourra vivre libre, ce qu’il veut depuis qu’il a quitté la mine.
Il espère que le mari  laissera partir Lizzie, puisqu’il ne l’aime plus et qu’il la trompe ouvertement. C’est sans compter avec la mort de son père qui ne lui laisse rien, sauf s’il avait un enfant auquel cas celui-ci hériterait d’un quart de la fortune paternelle. Le départ de sa femme est donc un coup dur, car à cette époque le divorce n’existe pas et les enfants nés hors mariage n’ont pas de droits. Il doit donc ramener sa femme pour lui faire un enfant ou la tuer pour en épouser une autre.
C'est pourquoi il part à sa recherche avec son contremaître et un autre bandit. Après des semaines de poursuite ils les rejoignent et sont sur le point de tirer sur Lizzie lorsque le mari est terrassé par des flèches indiennes. Il a en effet enlevé un indien qu’il a torturé pour retrouver sa femme. Sa tribu les a alors pris en chasse pour le libérer.
C’est ainsi que Lizzie et Mack peuvent s’installer dans une plaine fertile, en dehors du territoire britannique et donc vivre libre.